# Gilboa (гвинтівка)
Гільбоа (Gilboa) — ізраїльська штурмова гвинтівка калібру 5,56 мм, створена компанією «Silver Shadow», що спеціалізується на виробництві стрілецької зброї. Gilboa належить до стрілецької родини Colt M4 M16/AR-15 і структурно базується на гвинтівках M4.
Розробка серії гвинтівок Gilboa, почалася в 2007 році, а перша модель була випущена в 2011. З тих пір було випущено 15 різних моделей гвинтівок, включаючи карабінові версії калібром 7,62x51 та 7,62x39 і версії SMG калібром 5,56 НАТО та 9 мм. Версії SMG були вперше показані на виставці Eurosatory у Парижі в 2012 році.
Також існує версія Gilboa DBR Snake із двома стволами, вперше показана на виставці Israel Defense 2013, що проходила в червні того року.
При розробці цієї гвинтівки використовувалася платформа AR-15, але були внесені нові ідеї для поліпшення характеристик і зменшення габаритів. Розроблено два варіанти: військовий і цивільний.
Армійська модифікація має один спусковий гачок, а два затвора з'єднані з єдиним поршнем із загальною газовою трубкою.
Гвинтівка може як виконувати подвійний залп за одне натискання на гачок, так і стріляти чергами. Одночасна стрільба з двох стволів при одному натисканні на гачок дозволяє швидше змінювати ціль. Цивільний варіант має два спускових гачки, по одному для кожного ствола.
У гвинтівці використовуються два стандартних магазини на 30 патронів 5,56×45 мм НАТО. Вага гвинтівки у повному комплекті — 9,4 кг, довжина — 800 мм. При демонтажі прикладу довжина — 495 мм. З прикладом і без магазинів гвинтівка важить близько 4,2 кг.
Gilboa M43 — гвинтівка на платформі AR, що використовує патрони 7,62×39 мм, які зазвичай використовуються для автоматів Калашникова. Ця гвинтівка використовується у підрозділах спецназу США, Англії, Швейцарії, Греції, Чехії, Італії, Мальти, Філіппін, Казахстану, Азербайджану, Уганди, Кенії та Перу, а також у багатьох охоронних компаніях в Ізраїлі та всьому світі. У листопаді 2016 року «Silver Shadow» заявила, що розпочате виробництво гвинтівки «Gilboa M43» у США у співробітництві з місцевим партнером.